# Mare di Tornquist
Il Mare di Tornquist o Oceano di Tornquist, era un oceano storico situato tra i paleocontinenti di Avalonia e Baltica nel periodo compreso tra 600 e 450 milioni di anni fa.
Quello che rimane di questo mare, oggi forma una zona di sutura geologica che si estende nell'Europa settentrionale ed è nota come zona di Tornquist.

## Evoluzione geologica
Il mare di Tornquist si formò circa 600 milioni di anni fa, probabilmente in contemporanea con l'Oceano Giapeto. In quell'epoca la Gondwana, che fino all'Ordoviciano inferiore comprendeva anche l'Avalonia, era separata dalla Baltica e questa situazione rimase in vigore per tutto il Cambriano. Il mare si chiuse probabilmente nel corso dell'Ordoviciano superiore, in contemporanea con l'orogenesi shelveiana dell'Inghilterra occidentale.
Ci sono evidenze faunistiche, paleomagnetiche, paleogeografiche e anche un'apparente migrazione dei poli magnetici che si riferiscono alla chiusura tra l'Avalonia orientale (Inghilterra, Galles e Irlanda del Sud) e la Baltica.
La collisione tra Baltica e Avalonia provocò l'interruzione dell'espansione dell'Oceano Reico a sud dell'Avalonia circa 450 milioni di anni fa, un imponente magmatismo nell'Avalonia, una enorme ricaduta di ceneri vulcaniche nella Baltica e un metamorfismo rilevabile in quella che è oggi la Germania settentrionale.

## Zona attuale di sutura geologica
L'attuale zona di sutura geologica derivante dalla chiusura del Mare di Tornquist può essere rilevata nell'Inghilterra orientale e nel Lake District (il Distretto dei laghi) sotto forma di un arco di rocce ignee risalenti all'Ordoviciano. Le serie di rocce vulcaniche nell'Inghilterra orientale, le Ardenne e la cintura a fillade settentrionale si originarono tra il Mare di Tornquist e l'Oceano Reico nel corso dell'Ordoviciano e del Siluriano.
La zona dove Baltica e Avalonia entrarono in collisione è oggi rappresentata da una sutura geologica conosciuta come zona di Teisseyre-Tornquist, dal nome dei suoi due scopritori, il geologo polacco Wawrzyniec Teisseyre (1860-1939) e il geologo tedesco Alexander Tornquist (1868-1944). Questa linea demarca tuttora la transizione tra il cratone precambriano est e nord europeo, e l'orogenesi paleozoica dell'Europa occidentale e del Mediterraneo. Fa parte di una più vasta zona di deformazione che attraversa l'Europa, dalle isole britanniche al Mar Nero, e conosciuta come Zona di sutura trans-europea o Zona di Tornquist.